# Changle, Fuzhou
Changle (fil), tidigare romaniserat Diongloh, är ett stadsdistrikt inom provinshuvudstaden Fuzhou i provinsen Fujian i sydöstra Kina. Centrala Changle ligger omkring 32 kilometer sydost om Fuzhous centrum. Före 2017 administrerades Changle som stad på häradsnivå.
På traditionell kinesiska skrivs ortsnamnet som "長樂". Vid folkräkningen november 2020 var antalet invånare i Changle 790 000.

## Administrativ indelning
Changle är indelat i fem stadsdelsdistrikt, elva köpingar och två socknar.
Stadsdelsdistrikt (jiedao):

- Hangcheng (航城街道)
- Wenwusha (文武砂街道)
- Wuhang (吴航街道)
- Yingqian (营前街道)
- Zhanggang (漳港街道)

Köpingar (zhen):

- Guhuai (古槐镇)
- Heshang (鹤上镇)
- Hunan (湖南镇)
- Jiangtian (江田镇)
- Jinfeng (金峰镇)
- Meihua (梅花镇)
- Shouzhan (首占镇)
- Songxia (松下镇)
- Tantou (潭头镇)
- Wenling (文岭镇)
- Yutian (玉田镇)

Socknar (xiang):

- Houyu (猴屿乡)
- Luolian (罗联乡)

## Kommunikationer
Fuzhou Changle internationella flygplats öppnades 1997 och hade tidigt ekonomiska problem, men renoverades senare och trafikeras av över tjugo bolag. Flygplatsen ligger ungefär 15 kilometer österut från centrala Changle, intill Stillahavskusten. Bland anant China Eastern Airlines och Air China har reguljärtrafik men även många mindre kortdistansbolag.